# Лайкоминг (окръг, Пенсилвания)
Окръг Лайкоминг (на английски: Lycoming County) е окръг в щата Пенсилвания, Съединени американски щати. Площта му е 3222 km², а населението - 113 841 души (2017). Административен център е град Уилямспорт.